# Presolana-Steinbrech
Der Presolana-Steinbrech (Saxifraga presolanensis) ist eine Pflanzenart aus der Gattung Steinbrech (Saxifraga) in der Familie der Steinbrechgewächse (Saxifragaceae). Den Namen hat die Art nach dem Fundort Monte Presolana in den Bergamasker Alpen.

## Beschreibung

### Vegetative Merkmale
Der Presolana-Steinbrech ist eine ausdauernde Pflanze, die Wuchshöhen bis 15 Zentimeter erreicht. Sie ist mit gelbgrünen langen Drüsenhaaren besetzt und bildet dichte, weiche, halbkugelige, faust- bis kindskopfgroße, gelbgrüne Polster. Die Stämmchen sind nur am Grund verzweigt und dachziegelig beblättert. Die Rosettenblätter sind 12 bis 15 Millimeter lang, schmal-spatelig bis länglich-lanzettlich, sich dachziegelig deckend, ganzrandig und am Rand und auf den Flächen drüsig behaart. Abgestorbene und trockene Blätter haben eine silbergraue Farbe. 

### Generative Merkmale
Der Stängel ist dünn, drüsig hat wenige Blätter und 2 bis 4 Blüten. Die Kelchzipfel sind rundlich eiförmig, stumpf und nicht ganz 2 Millimeter lang. Die Kronblätter sind 3 bis 4 Millimeter lang, blass-gelbgrünlich, entfernt stehend und schmal keilförmig bis linealisch. Sie sind schmaler als die Kelchblätter und oft ausgerandet und mit kleinen Zähnen besetzt. Die Staubblätter sind so lang wie die Kelchzipfel oder wenig länger. Der Fruchtknoten ist unterständig und halbkugelig. Die Fruchtkapsel ist fast kugelig und knapp 4 Millimeter lang. Die Samen sind glatt. Blütezeit ist von Juli bis August.
Die Art hat die Chromosomenzahl 2n = 16.

## Vorkommen
Der Presolana-Steinbrech kommt nur in den Bergamasker Alpen auf steilen und überhängenden Kalkfelsen, in Höhlen und Klüften in Höhenlagen von 1750 bis 2350 Meter vor. An Fundorten genannt: Presolana, Monte Arera, Monte Pegherolo, Pizzo Camino und Cimon die Bagozza.

## Geschichte
Der Presolana-Steinbrech wurde 1894 an der Presolana oberhalb Drezzo von Adolf Engler entdeckt.